# Klaas Schipper
Klaas Schipper (Delfzijl, 2 december 1910 - Groningen, 19 juli 1961) was een Nederlands voetbalscheidsrechter die negenmaal een internationale wedstrijd floot.
Schipper, die boekhouder van beroep was, floot tussen 1935 en 1959 en was actief als grensrechter op de Olympische Zomerspelen 1948. De KNVB benoemde hem tot bondsridder en nadien had hij een sigarenzaak. In Groningen is een straat naar hem vernoemd. Schipper huwde in 1936 en kreeg drie kinderen.

## Interlands
| Datum            | Plaats                | Wedstrijd                 | Uitslag | Competitie           | Kreeg geel | Kreeg voor de tweede keer geel en dus rood | Weggestuurd |
| ---------------- | --------------------- | ------------------------- | ------- | -------------------- | ---------- | ------------------------------------------ | ----------- |
| 19 juni 1949     | Oslo, Noorwegen       | Noorwegen – Joegoslavië   | 1 – 3   | Vriendschappelijk    | 0          | 0                                          | 0           |
| 5 november 1950  | Belgrado, Joegoslavië | Joegoslavië – Noorwegen   | 4 – 0   | Vriendschappelijk    | 0          | 0                                          | 0           |
| 4 november 1951  | Luxemburg, Luxemburg  | Luxemburg – Finland       | 3 – 0   | Vriendschappelijk    | 0          | 0                                          | 0           |
| 11 november 1952 | Colombes, Frankrijk   | Frankrijk – Noord-Ierland | 3 – 1   | Vriendschappelijk    | 0          | 0                                          | 0           |
| 8 oktober 1953   | Brussel, België       | België – Zweden           | 2 – 0   | Kwalificatie WK 1954 | 0          | 0                                          | 0           |
| 30 juni 1956     | Solna, Zweden         | Zweden – Duitsland        | 2 – 2   | Vriendschappelijk    | 0          | 0                                          | 0           |
| 16 juni 1957     | Solna, Zweden         | Zweden – Hongarije        | 0 – 0   | Vriendschappelijk    | 0          | 0                                          | 0           |
| 5 februari 1958  | Cardiff, Wales        | Wales – Israël            | 2 – 0   | Kwalificatie WK 1958 | 0          | 0                                          | 0           |
| 24 mei 1959      | Luxemburg, Luxemburg  | Luxemburg – Engeland      | 3 – 1   | Vriendschappelijk    | 0          | 0                                          | 0           |

Bijgewerkt t/m 27 januari 2014